# Cappella gentilizia di Villa Melzi
La cappella gentilizia di Villa Melzi è parte del complesso della villa Melzi d'Eril di Bellagio, Como. Sorge all'estremità del giardino della villa, verso l'abitato di San Giovanni ed è santuario e cappella funeraria dei Duchi di Lodi Melzi d'Eril. Fu costruita in stile neoclassico fra il 1808 e il 1816 su commissione di Francesco Melzi d'Eril (1753-1816) e su disegno dell'architetto Giocondo Albertolli (1742-1839) che ne diresse la costruzione e la decorazione. Al suo interno sono tumulati lo stesso Francesco e altri membri della famiglia.

## Descrizione
La cappella è a pianta quadrata con un piccolo pronao dorico, trabeazione e frontone, cupola emisferica voltata sopra un tamburo circolare e coronata di una lanterna.
All'interno la forma è a croce greca al cui incrocio dei bracci quattro archi sorreggono il tamburo della cupola; i quattro spazi liberi agli estremi dei bracci servono da vestibolo per l'ingresso dal giardino, quello opposto da guardaroba, gli altri due da confessionale e da sacrestia.

### L'altare
All'interno della cappella si trova l'altare in marmo bianco, ornato di una nicchia di foggia classica con timpani triancolare e lesene decorate dall'Albertolli. Nell'altare trova posto il tabernacolo del Santissimo Sacramento chiuso da uno sportello in bronzo dorato raffigurante il Redentore in gloria e i Padri della Chiesa, opera dello scultore e cesellatore Luigi Manfredini (1771-1840). Ai quattro spigoli dell'altare quattro figure di angeli scolpiti da Pompeo Marchesi. Nella nicchia è collocata la statua a grandezza naturale Il Redentore appoggiato alla croce (1813) di Giovan Battista Comolli (1777-1830), autore anche del pallio di marmo che orna l'altare con la Sacra Famiglia e Sant'Anna.
Le suppellettili dell'altare per il servizio religioso quotidiano e per le solennità formano due serie di opere in bronzo cesellato e dorato ancora del Manfredini.

### La decorazione pittorica
Al di sopra della nicchia dell'altare si trovano la figura del Padre Eterno e i Quattro evangelisti nei pennacchi della cupola, entrambe le opere affrescate a chiaroscuro da Angelo Monticelli, seguage dell'Appiani, su disegno di Giuseppe Bossi.
Del Bossi, al di sopra della porta d'ingresso, un cartone in chiaroscuro a forma di lunetta rappresentante la Madonna col Bambino, San Bernardo e un altro Santo. Nella sacrestia una Pietà sempre del Bossi e sempre in chiaroscuro.

### I monumenti funerari
I monumenti funerari e i busti commemorativi sono disposti nei due bracci trasversali e nel braccio anteriore della cappella.
- Tomba del primo Duca di Lodi, Francesco Melzi d'Eril, 1830

Il gruppo scultoreo fu concepito su volontà della vedova del Duca dal fiorentino Vittorio Nesti nel 1830 come da segnatura apposta sul monumento. È composto da un medaglione ritraente il Duca sorretto da un leone e dall'Italia piangente. Nel basamento un bassorilievo rappresentante la Fede, la Giustizia e la Carità riunite dal Genio, la Fortezza e due angeli. Il Duca aveva espresso, nel testamento dettato nel settembre 1814, di essere sepolto presso la cappella, all'epoca non ancora ultimata.
- Tomba del secondo Duca di Lodi, Giovanni Francesco Melzi d'Eril, 1854

Il monumento raccoglie le spoglie del duca Giovanni Francesco (1788-1832), figlio del conte Luigi e adottato come figlio nel 1810 dallo zio Francesco con autorizzazione dell'imperatore Napoleone Bonaparte che acconsentiva che il titolo di Duca di Lodi fosse trasmissibile a Giovanni e alla sua discendenza.
Il monumento è opera dello scultore Giovanni Maria Benzoni (1808-1873) su disegno di Santino Pellegatta e si trova di faccia alla tomba del primo Duca, suo zio e padre adottivo: in alto, in una lunetta, il bassorilievo raffigurante la Madonna col Bambino e due angeli; nel grande bassorilievo frontale la vedova duchessa Elisa nata contessa Sardi con il bambino Lodovico e con i propri figli conte Giovanni e donna Barbara, poi duchessa Gallarati-Scotti per matrimonio. Segue una schiera di poveri e una donna che elenca su una tabella le qualità del defunto Duca.
- Tomba del terzo Duca di Lodi, Lodovico Melzi d'Eril, 1890

Lodovico (1820-1886) era figlio del secondo duca Giovanni Francesco e marito della duchessa Joséphine Barbò, sposata in seconde nozze ed erede universale. Il monumento è collocato nel braccio di destra, accanto a quello del primo Duca ed è l'ultima opera eseguita dallo scultore ticinese Vincenzo Vela (1820-1891) che vi lasciò segnatura.
Il monumento è di grande effetto: due grandi cortine di marmo nero, raccolte in un baldacchino, con festoni di foglie, gli stemmi nobiliari e la Croce, racchiudono la nicchia dove è posto il sarcofago. Il basamento, semplice e ispirato ai sepolcri rinascimentali toscani, è costituito da uno zoccolo con una lunga epigrafe che ricorda le qualità e le benemerenze del defunto e da un secondo ordine decorato di teste di angeli cherubini, festoni di gigli e di rose. Sul coperchio, in grandezza naturale, giace la figura del Duca con il capo adagiato su un grande cuscino.
- Busto della duchessa Maria Melzi d'Eril, 1825

La duchessa Maria, nata marchesa Durazzo, fu moglie del secondo Duca di Lodi Giovanni Francesco e madre del terzo Duca, Lodovico. Morì nel 1822. È effigiata in un busto di marmo del Comolli, con segnatura 1825.
- Monumento del conte Carlo Lodovico Francesco Melzi d'Eril, detto Carlino

Il giovane conte Carlo Lodovico fu figlio della duchessa Joséphine Barbò, vedova del terzo Duca, e del suo primo marito Giacomo Melzi d'Eril e morì decenne nel 1877. Il monumento, opera di Girolamo Oldofredi, si trova nel braccio di croce a destra di chi entra nella cappella ed è costituito da un tabernacolo donatellesco che racchiude il busto a bassissimo rilievo del bambimo.
- Lapide di Aloisio e Alessandro Melzi

Nel locale adibito a guardaroba è murata una lapida trasferita dalla demolita chiesa di San Nazaro in Pietrasanta di Milano. Il testo, in latino, recita: «Aloisio e Alessandro, fratelli Melzi, questo sepolcro posero per sé e i propri [discendenti] nell'anno 1626».

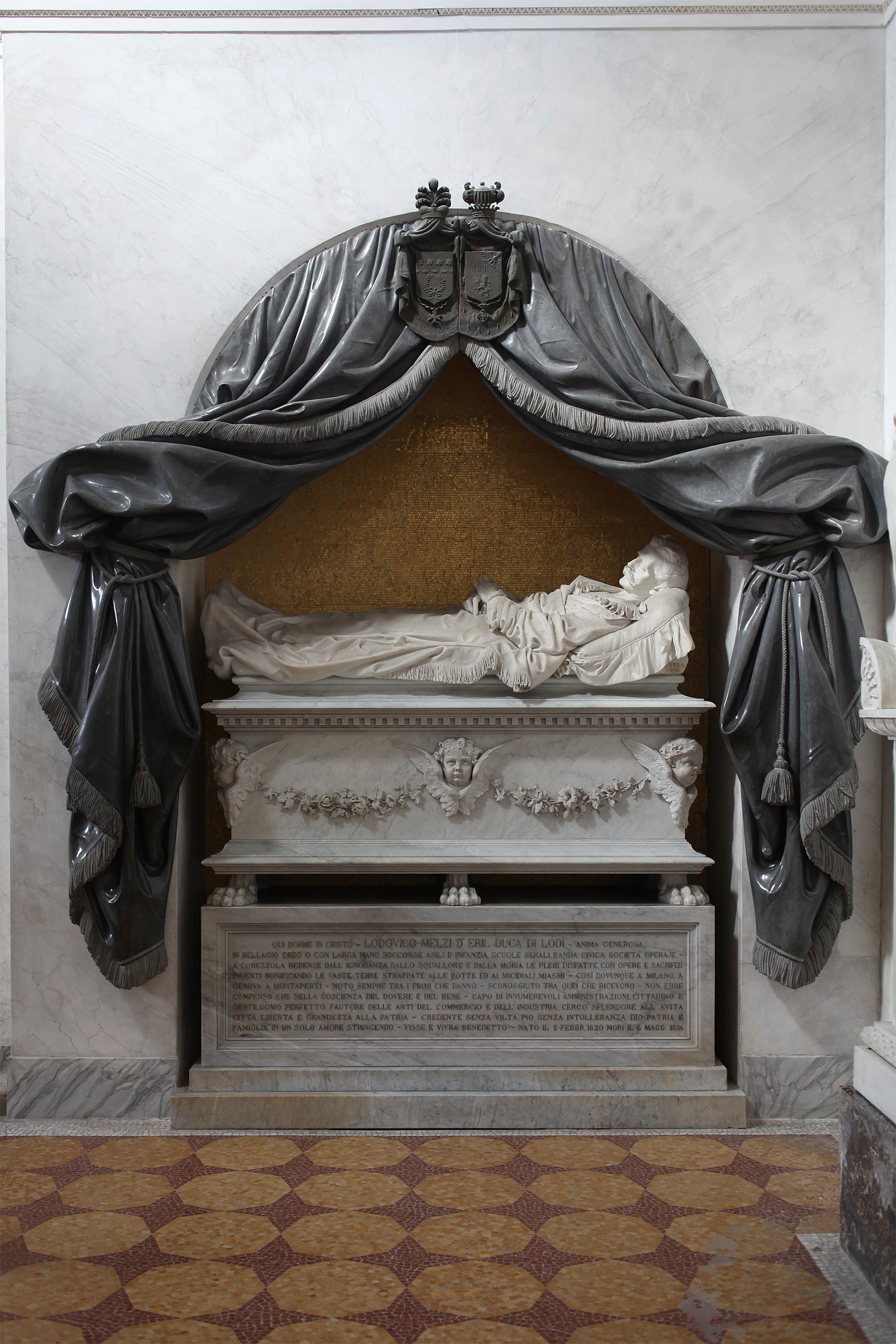
Monumento di Lodovico Melzi d'Eril (Vela, 1890)
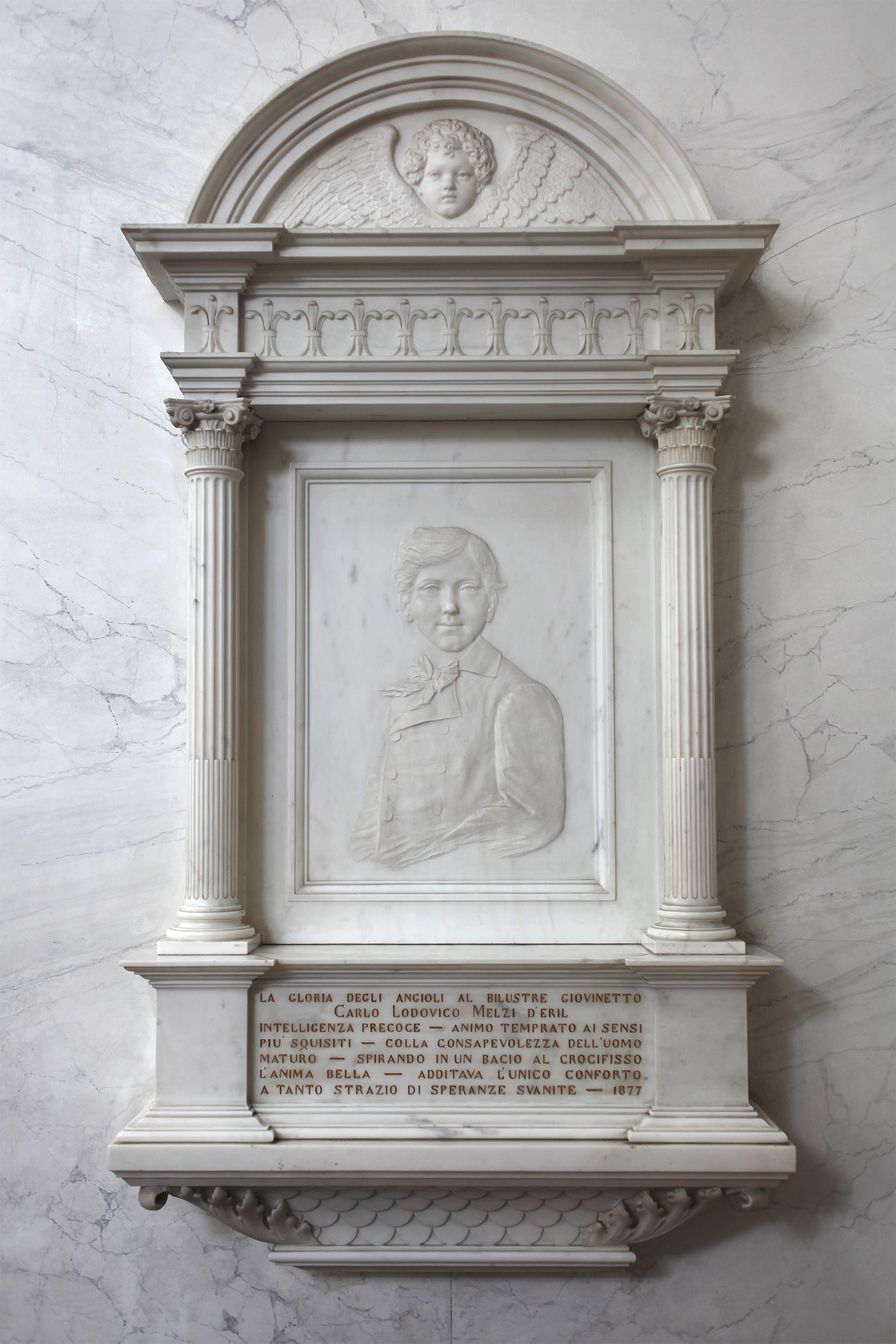
Monumento di Carlo Lodovico Francesco Melzi d'Eril (Oldofredi, 1877)